# Ranggagata
Ranggagata is een bestuurslaag in het regentschap Centraal-Lombok van de provincie West-Nusa Tenggara, Indonesië. Ranggagata telt 4247 inwoners (volkstelling 2010).